# Craugastor tabasarae
Craugastor tabasarae is een kikker uit de familie Craugastoridae. De soort werd voor het eerst wetenschappelijk beschreven door Jay Mathers Savage, Bradford D. Hollingsworth, Karen R. Lips en Alan P. Jaslow in 2004. Oorspronkelijk werd de wetenschappelijke naam Eleutherodactylus tabasarae gebruikt.
De soort komt voor in delen van Midden-Amerika en leeft endemisch in Panama. Craugastor tabasarae wordt bedreigd door het verlies van habitat en door Chytridiomycosis, een besmettelijke ziekte die door de gistachtige schimmel Batrachochytrium dendrobatidis wordt veroorzaakt.